# Одон де Пен
Одон де Пен (Одо, Ед дю Пен) (фр. Eudes des Pins; 1212 — 17 березня 1296) — 22-й великий магістр ордену госпітальєрів у 1294—1296 роках.

## Життєпис
Походив з Лангедокського або прованського роду де Пен. Початкова діяльність було пов'язана з пріоратом Провансу. 1273 року призначено великим інтендантом ордену. 1287 року стає маршалом.
1294 року обирається великим магістром госпітальєрів. 30 вересня того ж року збирає Генеральний капітул, де було закріплено суворі правила до дисципліни та розкошів. Водночас великий магістр не виявив хисту та завзяття стосовно нападів на землі мусульман. Натомість зосередив увагу на зміцненні укріплень ордену на Кіпрі. Військовий флот використовував лише для перевезення прочан до Палестини.
Суворе дотримання норм статуту ордену або надмірним авторитаризм призвело 1295 року до заколоту частини братчиків на чолі із Бертраном де Каламандраною, великим командором заморських земель, і Вільгельмом де Вілларе, пріором Сен-Жиля, проти Одона де Пена. Намагаючись обмежити владу останнього заколотники планували створити велику раду 7 дефініторів (від кожної «мови»-провінції плюс великий магістр). Папський престол не підтримав цю ідею, але запропонував Одону виправити свої помилки. Невиконання цього звернення великим магістром призвело до наказу постати перед папським судом. Для вирішення суперечностей 1296 року вирушив на арбітраж до папи римського Боніфація VIII. Помер того ж року, напередодні мандрівки або на шляху до Риму. Новим великим магістром став Вільгельм де Вілларе.